# Đền Thượng (Lào Cai)

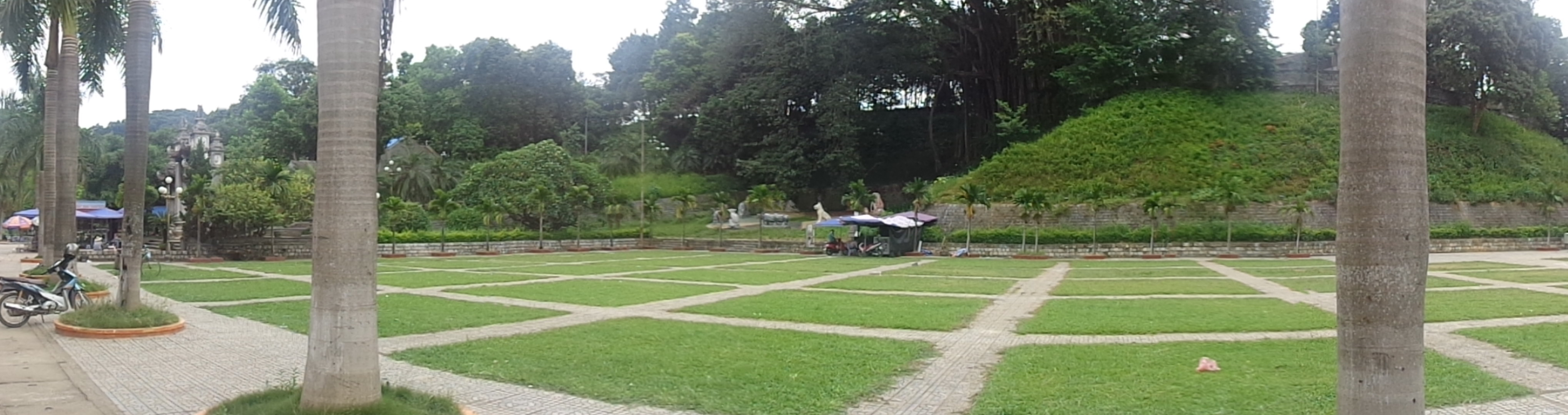
Quảng trường phía trước Đền Thượng Lào Cai, thuộc vườn hoa Thủy Vĩ thành phố Lào Cai.

Đền Thượng Lào Cai, còn gọi là Thánh Trần Từ, nằm trên địa bàn phường Lào Cai, thành phố Lào Cai, tỉnh Lào Cai, Việt Nam. Đền được xây dựng vào thời Lê, niên hiệu Chính Hoà (1680-1705), là nơi thờ Quốc công tiết chế Hưng Đạo Đại Vương Trần Quốc Tuấn. Tọa lạc trên núi Mai Lĩnh trên độ cao 1200m so với mực nước biển, thuộc phố Bảo Thắng, Châu Thủy Vĩ, tỉnh Hưng Hóa nay là phường Lào Cai, thành phố Lào Cai, tỉnh Lào Cai. Đền Thượng là nơi từng được Trần Quốc Tuấn đã chọn làm nơi hỏa hiệu cho quân đội chống giặc phương Bắc.
Hằng năm Đền Thượng tổ chức lễ hội vào ngày rằm tháng giêng, ngoài ra còn tiến hành lễ dâng hương ngày 20 tháng 8 âm lịch vào chính giỗ của Hưng Đạo vương Trần Quốc Tuấn. Từ năm 1996, Đền Thượng đã được xếp hạng công nhận di tích lịch sử văn hóa cấp quốc gia.

## Tên gọi
Đền Thượng Lào Cai là tên gọi chính thức dùng trong các văn liệu hiện nay để phân biệt với các đền trùng tên đền Thượng ở địa phương khác.

## Kiến trúc
Đền được xây dựng theo lối kiến trúc cổ, hình chữ Công (I), giữa là chính điện 2 bên có tả vu và hữu vu. Phía sau đền ngược lên phía trên là ngôi chùa Phương Đình, có bia đá khắc, ghi sự tích ngôi đền và đề tựa vắn tắt công lao của Trần Quốc Tuấn. Khu vực đền Thượng có cảnh quan thiên nhiên sơn thủy hữu tình cùng sự kết hợp hài hòa  giữa kiến trúc truyền thống với nét văn hóa bản địa, tạo cho ngôi đền mang dáng vẻ uy nghi lộng lẫy.

## Hình ảnh

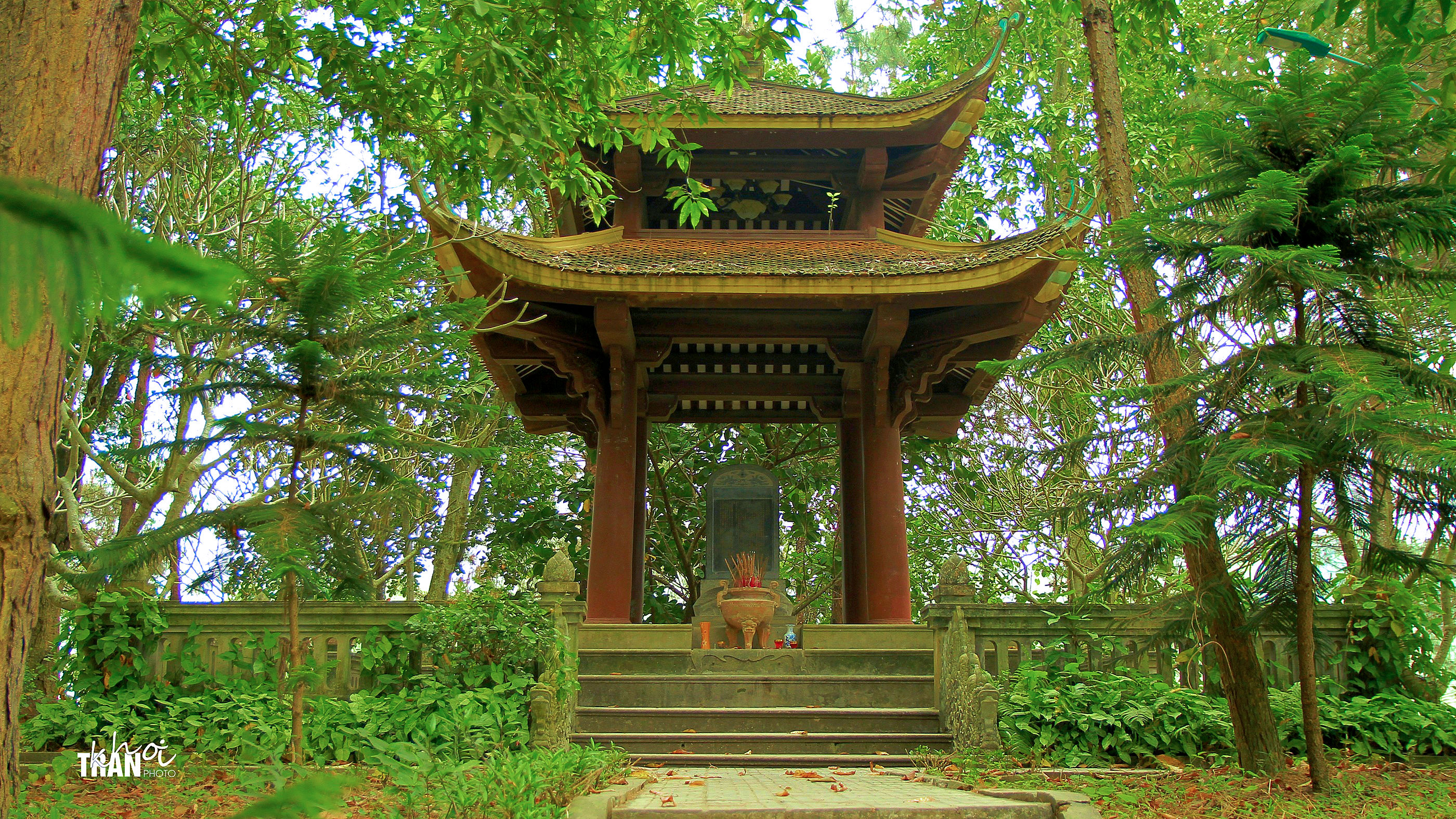
Phương Đình
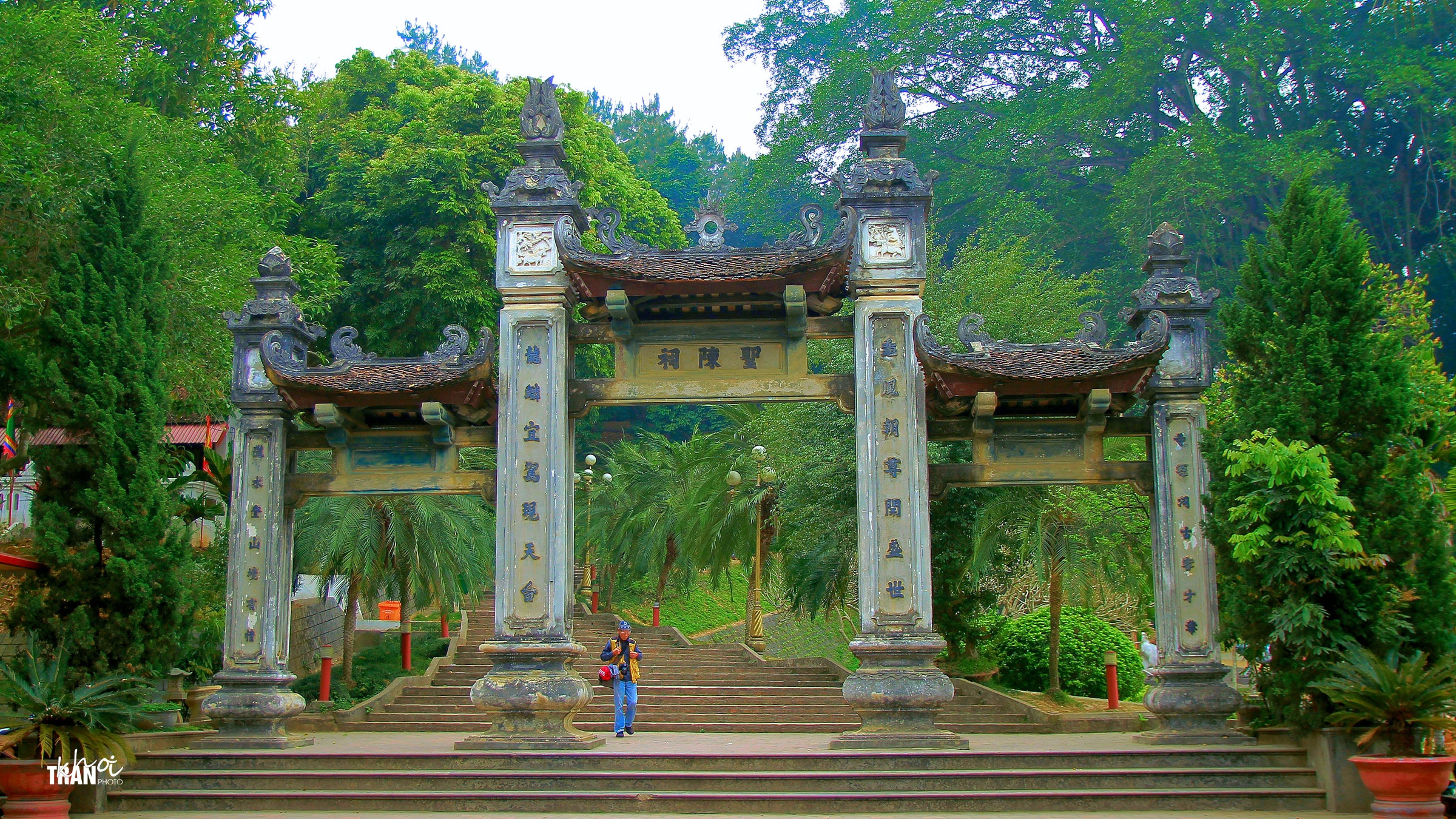
Cổng Tam Quan Đền Thượng
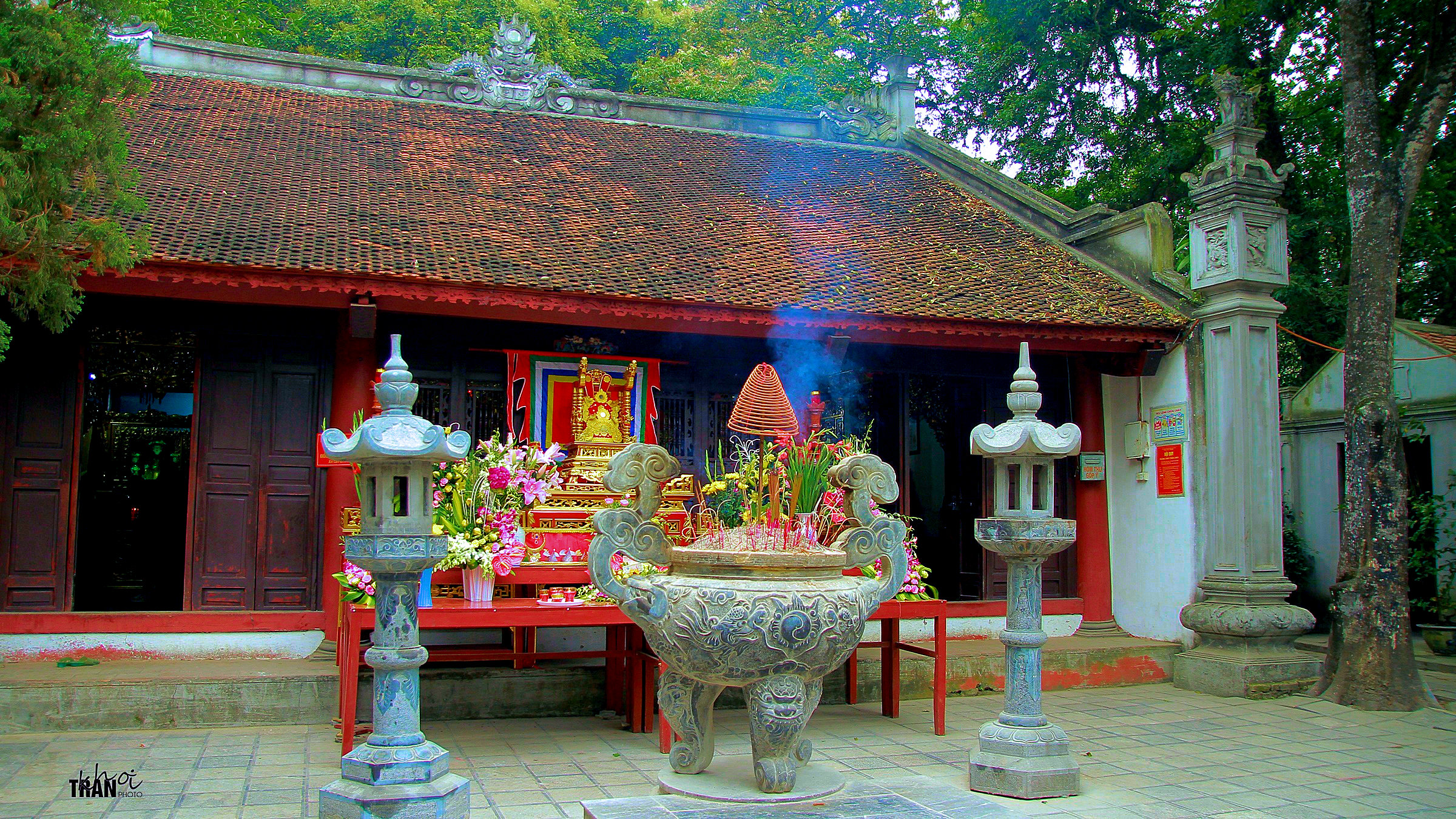
Đền Thượng
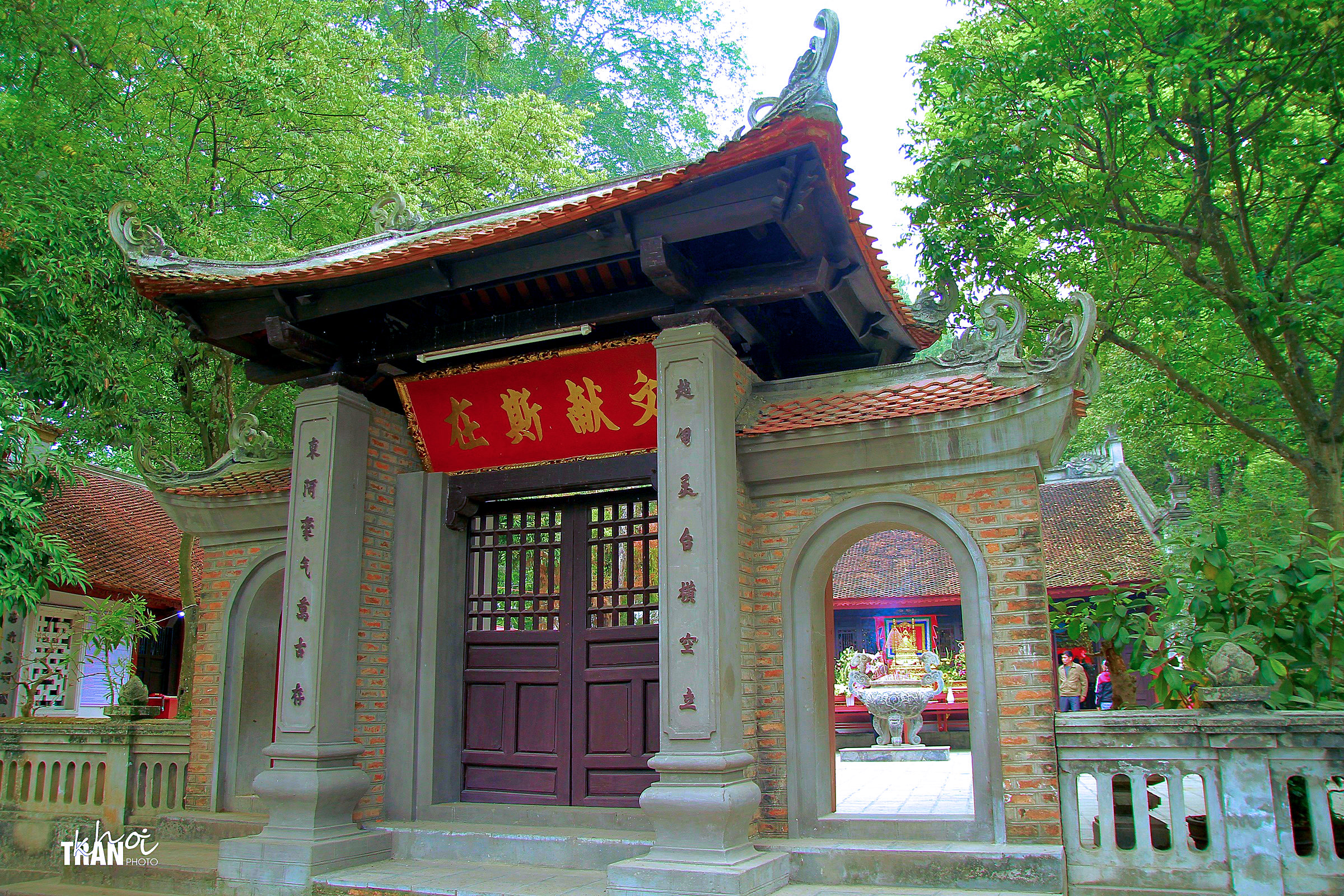
Cổng Đền
Bản đồ khu vực đền Mẫu và đền Thượng của thành phố Lào Cai nằm bên biên giới Việt-Trung.